# Dunaharaszti
Dunaharaszti est une ville et une commune du comitat de Pest en Hongrie.

## Jumelages
La ville de Dunaharaszti est jumelée avec :
- Altdorf bei Nürnberg (Allemagne) depuis septembre 1993